# Zweihundert Jahre zusammen

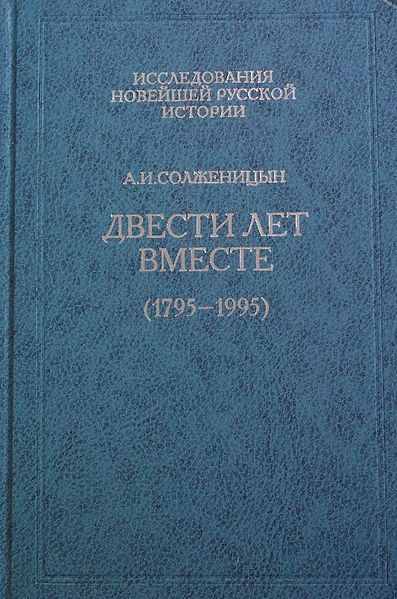
Issledowanija noweischei russkoi istorii [Studien zur jüngeren russischen Geschichte] A. I. Solschenizyn: Dwesti let wmeste [Zweihundert Jahre zusammen] (1785–1995)

Zweihundert Jahre zusammen (russisch: Двести лет вместе) ist ein zweibändiger historischer Essay des russischen Schriftstellers und Nobelpreisträgers Alexander Solschenizyn (1918–2008), der 2001 und 2002 veröffentlicht wurde. Das Buch wurde als detaillierte Geschichte der Juden im Russischen Reich, in der Sowjetunion und im modernen Russland zwischen 1795 und 1995 geschrieben, mit einem Schwerpunkt auf der Haltung des Staates gegenüber den Juden. Der erste Teil umfasst die Jahre 1795–1916, der zweite Teil die Sowjetzeit.
Die beiden Bände einer Geschichte des jüdischen Volkes in Russland und der Sowjetunion erschienen in der von Solschenizyn herausgegebenen Buchreihe Issledowanija noweischei russkoi istorii (Studien zur jüngeren russischen Geschichte), einer Buchreihe der von A. Solschenizyn gegründeten YMCA Press (Paris, Frankreich), einem Verlag, der später in den russischen Verlag Russki put (russisch Русский путь, wiss. Transliteration Russkij put') überging.
In seinem Buch setzt sich der über 80-jährige Solschenizyn mit einem der letzten Tabus der kommunistischen Revolution auseinander: dass die Juden sowohl Täter als auch Opfer der Unterdrückung waren. In drei Kapiteln wird die Rolle der Juden beim revolutionären Genozid und den Säuberungen der Geheimpolizei in Sowjetrussland erörtert.

## Rezeption
„Zweihundert Jahre zusammen“ gilt als umstritten, viele Historiker weisen auf seine unzuverlässige Faktenbasis hin und einige stufen es als antisemitisch ein.
Kritikern zufolge zitiere er mit der fast 100 Jahre alten Jüdischen Enzyklopädie vermehrt aus einer Sammlung „antisemitischen Gedankengutes“ auf Grundlage zweifelhafter Quellen.
Der Historiker Gennadi Wassiljewitsch Kostyrtschenko ordnet es „trotz aller akademischen Attribute (Anmerkungsapparat usw.) … bestenfalls dem Genre des Geschichtsjournalismus“ zu.
Richard Pipes von der Harvard University behauptet, Solschenizyn habe es versäumt, die „giftige Atmosphäre zu berücksichtigen, in der Juden seit Generationen im Russischen Reich lebten (eine Atmosphäre, die ihren Ursprung in russisch-orthodoxen und nationalistischen Kreisen hatte)“.
Angesicht der Verfilmung von Solschenizyns Roman Im ersten Kreis gelangt der Autor Wladimir Ostrowski zu folgenden Feststellungen über den Autor und sein Werk Zweihundert Jahre zusammen: 

„[…] он создал произведение, о котором мечтал по крайней мере половину своей жизни ‚200 лет вместе‘. Этот ‚шедевр‘ он писал в тиши своей усадьбы, пожалованной ему властями - бывшей дачи безграмотного министра госбезопасности Абакумова, курировавшего когда то работу марфинской шарашки. Всё возвращается на круги своя. Круг первый замкнулся. На этом солженицынский ад закончился. Начался рай: всемирная слава, Нобелевская премия, Америка, триумфальное возвращение в Россию, реальное исполнение антисемитских мечтаний.“

„[…] er schuf das Werk, von dem er mindestens sein halbes Leben lang geträumt hatte – ‚Zweihundert Jahre zusammen‘. Er schrieb dieses ‚Meisterwerk‘ in der Ruhe seines Anwesens, das ihm von den Behörden zur Verfügung gestellt wurde – der ehemaligen Sommerresidenz des ungebildeten Ministers für Staatssicherheit Abakumow, der die Arbeit im Geheimlabor Marfino zu überwachen pflegte. Alles beginnt wieder von vorne. Der erste Kreis hat sich geschlossen. Dies war das Ende von Solschenizyns Hölle. Das Paradies begann: Weltruhm, der Nobelpreis, Amerika, die triumphale Rückkehr nach Russland, die Erfüllung der antisemitischen Träume.“